# Шальнов Павло Олександрович
Павло Олександрович Шально́в (6 квітня 1926, Москва — 4 березня 2012) — радянський та російський актор. Народний артист Росії. 

## Життєпис
Народився 6 квітня 1926 року в Москві у сім'ї купців. 
1952 року закінчив Російський інститут театрального мистецтва, і почав працювати у МДТ ім. Єрмолової до 1960 року. 
На початку 70-х Павло пішов у Москонцерт. З сольними програмами артист об'їздив весь СРСР та переміг на двох конкурсах.
З 1990 року служив у театрі «Глас».
Востаннє актор був на сцені у лютому 2012 року. Павло Олександрович помер 4 березня 2012 року у віці 85 років. 
Похований на Востряковському кладовищі в Москві.

## Нагороди
- Заслужений артист РРФСР (31.05.1974)[6]
- Народний артист РРФСР (12.04.1984)[7]

## Фільмографія
- 1955 — Син — Ложечкін
- 1957 — Дім, в якому я живу — шофер Микола, чоловік Каті
- 1958 — Важке щастя — Пронька
- 1959 — Вітер — Ладошкін
- 1959 — Це було восени — Бережний
- 1960 — Хай світить (короткометражний) — Степан
- 1961 — Високосний рік — Війнаровський
- 1961 — Коли дерева були великими — Дільничний міліціонер
- 1966 — Казка про царя Салтана — Д'як
- 1967 — Георгіївський кавалер
- 1968 — …І знову травень! — Петро
- 1971 — Клоун (фільм-спектакль) — уніформіст Жек
- 1973 — Своя земля

## Ролі у театрах
МДТ ім. М. М. Ермолової
- «В добру годину» В. С. Розова — Олексій
- «Вічно живі» В. С. Розова — Борис Федорович Бороздин
- «Дачники» М. Горького — Влас
- «Пушкін» О. Глоби — П. А. Вяземський
- «Три товариші» Е. М. Ремарка — Ленні
- «Ліс» О М. Островского — Петро
- «Приборкання приборкувача» Джона Флетчера — Петроній

«Глас»
- «Це Сам Христос Малютка» М. С. Астахова, Т. Г. Белевич - Дідусь
- «Раб Божий Миколай» по М. В. Гоголю - Афанасій Іванович
- від апостола Павла і патріарха Тихона - «Хрест Хранитель» М. С. Астахов, Т. Г. Белевич
- «Кітеж» І. Економцева - Єпископ
- від преп. Серафима Саровського
- «Духовні очі» С. Нілус, І. Шмельова - Кучер[8]